# East Harling
East Harling är en ort i civil parish Harling, i distriktet Breckland, i Storbritannien. Den ligger i grevskapet Norfolk och riksdelen England, i den sydöstra delen av landet, 130 km nordost om huvudstaden London. East Harling ligger 24 meter över havet och antalet invånare är 2 139. East Harling var en civil parish fram till 1935 när blev den en del av Harling. Civil parish hade 900 invånare år 1931.
Terrängen runt East Harling är mycket platt. Runt East Harling är det ganska tätbefolkat, med 149 invånare per kvadratkilometer. Närmaste större samhälle är Attleborough, 10,4 km nordost om East Harling. Trakten runt East Harling består till största delen av jordbruksmark.